# Ugo Pirro
Ugo Pirro, ursprungligen Ugo Mattone, född 20 april 1920 i Battipaglia, Salerno, död 18 januari 2008 i Rom, var en italiensk manusförfattare och romanförfattare.

## Filmografi i urval
- 1953 – Il sole negli occhi
- 1966 – Navajo Joe
- 1967 – Jagad av maffian
- 1969 – Slaget vid Neretva
- 1970 – Undersökning av en medborgare höjd över alla misstankar
- 1970 – Den förbjudna trädgården
- 1971 – Arbetarklassen kommer till paradiset
- 1973 – Egendom är inte längre stöld
- 1973 – Den femte offensiven